# داویت سارگسیان
داویت سارگسیان (ارمنی: Դավիթ Ռաֆայելի Սարգսյան؛ انگلیسی: David Sargsyan؛ زادهٔ ۱۴ ژوئیهٔ ۱۹۷۷ در ایروان) یک سیاست‌مدار، اقتصاددان اهل ارمنستان است که از تاریخ ۸ مه ۲۰۱۳ تا تاریخ ۲۶ آوریل ۲۰۱۴ در دولت تیگران سارگسیان سمت وزیر دارایی ارمنستان را برعهده داشت.

## زندگی‌نامه
در ۱۴ ژوئیهٔ ۱۹۷۷ در ایروان به دنیا آمد و از دانشگاه دولتی اقتصاد ارمنستان فارغ‌التحصیل شد. وی همچنین برنده نشان آنانیا شیراکاتسی شده‌است.